# Kim Ji-hoo
Kim Ji-hoo (en hangul 김지후; Seúl, 5 de abril de 1985-ibidem, 6 de octubre de 2008) fue un actor y modelo surcoreano.

## Carrera y salida del armario
Kim comenzó su carrera como modelo de moda en 2007. Considerado como un modelo con potencial, apareció posteriormente como actor invitado en la serie dramática Before and After Plastic Surgery y la comedia de situación The Unstoppable High Kick, ambas de la cadena coreana MBC.
El 21 de abril de 2008 reveló públicamente su homosexualidad en el programa de telerrealidad Coming Out, una serie que mostraba la vida de coreanos LGBT. Poco después de la transmisión del capítulo, la página personal de Internet de Kim se vio inundada de mensajes condenando su sexualidad. Varios programas de televisión y espectáculos de moda cancelaron su participación, mientras que la dirección de su compañía renunció a renovar su contrato.

## Fallecimiento
Días antes de suicidarse, Kim escribió en su página web: «La vida es como el viento. ¿Qué hay que sufrir? Los encuentros son alegres, las despedidas tristes, todo no es más que un momento.»
Kim se colgó en su casa de Jamsil, en el sur de Seúl, el 6 de octubre de 2008. La carta de suicidio que se encontró junto al cuerpo decía: «Estoy solo y en una situación difícil. Por favor, incineren mi cuerpo.» La madre de Kim comentó que «estaba sufriendo muchas dificultades profesionales y personales tras su salida del armario», mientras que la policía atribuyó el suicidio al prejuicio contra la homosexualidad. Su funeral se hizo el 9 de octubre de 2008.
La muerte de Kim fue uno de varios suicidios de famosos en Corea del Sur, entre los que se puede mencionar la muerte de los actores Ahn Jae-hwan, Choi Jin-sil, y el presidente Roh Moo-hyun.

## Filmografía

### Series de televisión
| Año  | Título                 | Rol           | Canal |
| ---- | ---------------------- | ------------- | ----- |
| 2006 | Unstoppable High Kick! | Kim Byeong-uk | MBC   |